# العلاقات البرتغالية الليختنشتانية
العلاقات البرتغالية الليختنشتانية هي العلاقات الثنائية التي تجمع بين البرتغال وليختنشتاين.

## مقارنة بين البلدين
هذه مقارنة عامة ومرجعية للدولتين:
| وجه المقارنة                                              | البرتغال                                                  | ليختنشتاين                                 |
| --------------------------------------------------------- | --------------------------------------------------------- | ------------------------------------------ |
| المساحة (كم2)                                             | 92.21 ألف                                                 | 16                                         |
| عدد السكان (نسمة)                                         | 10.60 مليون                                               | 37.47 ألف                                  |
| الكثافة السكانية (ن./كم²)                                 | 114.95                                                    | 234.19 ألف                                 |
| العاصمة                                                   | لشبونة                                                    | فادوتس                                     |
| اللغة الرسمية                                             | اللغة البرتغالية، اللغة الميراندية                        | اللغة الألمانية                            |
| العملة                                                    | يورو، اسكودو برتغالي                                      | فرنك سويسري                                |
| الناتج المحلي الإجمالي (بليون دولار)                      | 217.57 مليار                                              | 6.29 مليار                                 |
| الناتج المحلي الإجمالي (تعادل القوة الشرائية) بليون دولار | 307.82 مليار                                              |                                            |
| الناتج المحلي الإجمالي الاسمي للفرد دولار أمريكي          | 19.22 ألف                                                 |                                            |
| الناتج المحلي الإجمالي للفرد دولار أمريكي                 | 28.76 ألف                                                 |                                            |
| مؤشر التنمية البشرية                                      | 0.830                                                     | 0.908                                      |
| رمز المكالمات الدولي                                      | +351                                                      | +423                                       |
| رمز الإنترنت                                              | .pt                                                       | .li                                        |
| المنطقة الزمنية                                           | توقيت غرب أوروبا، توقيت غرب أوروبا الصيفي، أوروبا/لشبونة ‏ | توقيت وسط أوروبا، ت ع م+01:00، ت ع م+02:00 |

## منظمات دولية مشتركة
يشترك البلدان في عضوية مجموعة من المنظمات الدولية، منها:
| علم المنظمة | اسم المنظمة                    | تاريخ انضمام البرتغال | تاريخ انضمام ليختنشتاين |
| ----------- | ------------------------------ | --------------------- | ----------------------- |
|             | الاتحاد البريدي العالمي        | ?                     | ?                       |
|             | منظمة حظر الأسلحة الكيميائية   | ?                     | ?                       |
|             | منظمة التجارة العالمية         | ?                     | ?                       |
|             | الأمم المتحدة                  | 14 ديسمبر 1955        | 18 سبتمبر 1990          |
|             | منظمة الشرطة الجنائية الدولية  | ?                     | ?                       |
|             | الاتحاد الدولي للاتصالات       | 1866                  | 25 يوليو 1963           |
|             | مجلس أوروبا                    | ?                     | ?                       |
|             | منظمة الأمن والتعاون في أوروبا | 25 يونيو 1973         | 25 يونيو 1973           |

## وصلات خارجية
- موقع وزارة الخارجية البرتغالية